# Piątek (gmina)
Piątek (do 1870 gmina Pokrzywnica) – gmina miejsko-wiejska w Polsce położona w województwie łódzkim, w powiecie łęczyckim.
Gmina leży w Niecce Łęczyckiej. Jej obszar wynosi 13318 hektarów, a zamieszkuje na jej terenie 6490 mieszkańców w 33 sołectwach i 38 wsiach. Powierzchnia gminy w 64% użytkowana jest w postaci gruntów ornych, 0,3% zajmują sady, 15,4% to łąki, 5,4% pastwiska, 7,8% lasy, 7,1% pozostałe grunty i wody.
Siedzibą urzędu gminy jest Piątek, miasto od 1 stycznia 2020 r., na terenie którego znajduje się pomnik upamiętniający geometryczny środek Polski. Przez gminę przepływają rzeki: Moszczenica, Malina oraz Struga.
29 kwietnia 1975 obszar gminy Piątek zmniejszono o 9 sołectw na korzyść gminy Zgierz (wówczas w powiecie łódzkim): Astachowice, Stare Brachowice, Grabiszew, Kwilno, Stare Lorenki, Rogóźno, Śladków Górny i Stary Wypychów oraz częściowo (178 ha) Gieczno. W latach 1975–1998 gmina położona była w województwie płockim.

## Struktura powierzchni
Według danych z roku 2007 gmina Piątek ma obszar 133,18 km², w tym:
- użytki rolne: 82%
- użytki leśne: 8%

Gmina stanowi 17,23% powierzchni powiatu łęczyckiego.

## Demografia
Wg danych z 31 grudnia 2017 ludność gminy liczyła 6094 mieszkańców.

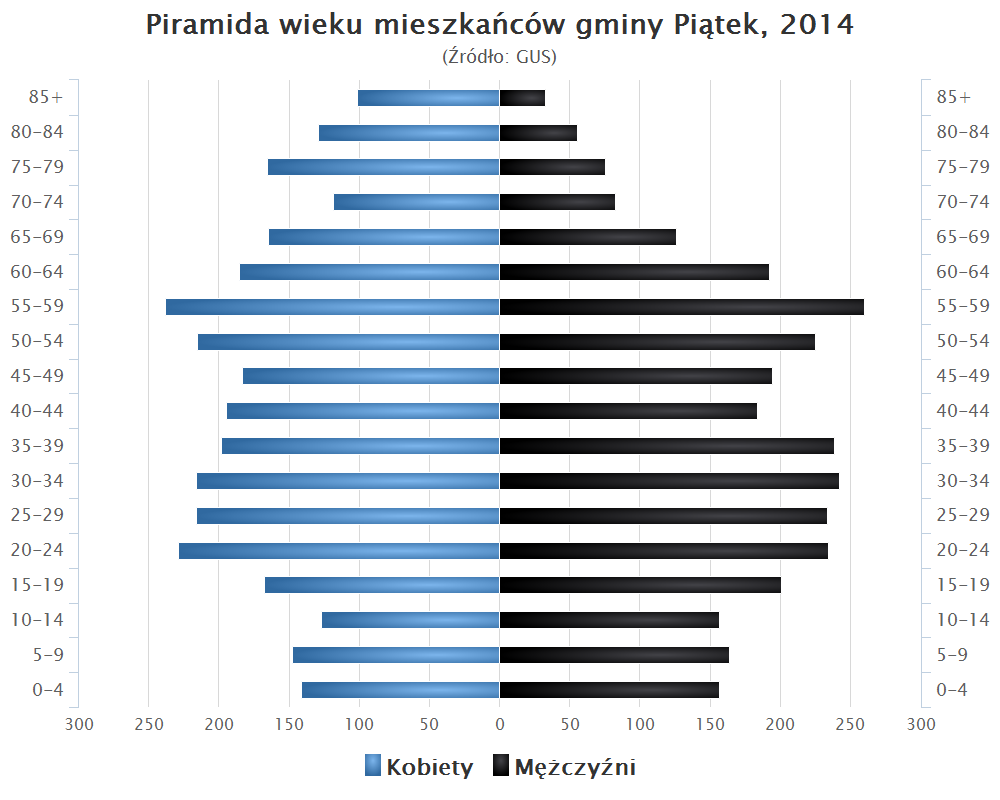
Piramida wieku mieszkańców gminy Piątek w 2014 roku

| Opis                              | Ogółem | Ogółem | Kobiety | Kobiety | Mężczyźni | Mężczyźni |
| --------------------------------- | ------ | ------ | ------- | ------- | --------- | --------- |
| jednostka                         | osób   | %      | osób    | %       | osób      | %         |
| populacja                         | 6094   | 100    | 3089    | 50,7    | 3004      | 49,3      |
| gęstość zaludnienia (mieszk./km²) | 46     | 46     | 23      | 23      | 23        | 23        |

## Sołectwa
Do gminy należą 33 sołectwa:
Balków, Bielice, Boguszyce, Czerników, Goślub, Górki Łubnickie, Górki Pęcławskie, Janowice, Janków-Orądki, Jasionna, Konarzew, Krzyszkowice, Łęka, Łubnica, Mchowice, Michałówka, Mysłówka, Orenice, Stare Piaski-Leżajna, Pęcławice, Piątek, Piekary, Pokrzywnica, Rogaszyn, Sułkowice Pierwsze, Sułkowice Drugie, Śladków Podleśny, Śladków Rozlazły, Sypin-Borowiec, Witów, Włostowice, Włostowice-Parcele, Żabokrzeki.

## Miejscowości niesołeckie
Broników, Goślub-Osada, Janówek, Młynów, Niedziały, Pęcławice-Parcele

## Sąsiednie gminy
Bedlno, Bielawy, Głowno, Góra Świętej Małgorzaty, Krzyżanów, Ozorków, Zgierz

## Ochotnicze Straże Pożarne na terenie gminy
1. OSP Piątek – Krajowy system ratowniczo-gaśniczy
2. OSP Balków
3. OSP Janków
4. OSP Janowice
5. OSP Orenice